# Badersdorf
Badersdorf (ungerska: Pöszöny) är en ort och kommun i Österrike. Den ligger i distriktet Oberwart i förbundslandet Burgenland. Kommunen har 290 invånare (2024).